# Édouard Carouy
Édouard Carouy, né à Lens-sur-Dendre (Belgique) le 29 juin 1883 et mort à Paris le 27 février 1913, est un criminel et anarchiste illégaliste, membre de la bande à Bonnot, plus connu sous le surnom de Leblanc.

## Biographie
Il est orphelin de mère et son père est cabaretier. Il est élevé par des oncles et des tantes. Il devient forgeron et travaille comme machiniste dans une imprimerie à Bruxelles. Au journal, il fait la connaissance de Raymond Callemin. Ensemble, ils pratiquent le cambriolage. 
Il rejoint la bande à Bonnot en 1911.
L’abbé De Jong et Marie-Palmyre Roland serait les premières victimes de la bande à Bonnot le 27 février 1911.
Le 21 octobre 1911, il est soupçonné d'être l'éventuel "quatrième homme" du hold-up de la Société générale, rue Ordener à Paris lors duquel un employé est abattu.
Il fuit en Belgique, et se réfugie chez un ami de la Cour Royale. 
Le 31 décembre 1911, à Gand en Belgique il participe avec Jules Bonnot et Octave Garnier à une tentative de vol de voiture qui tourne mal : Garnier tue un veilleur de nuit.  
Il est accusé du double meurtre crapuleux de « l’affaire de Thiais » du 3 janvier 1912, dont les victimes sont un vieux monsieur de 92 ans et sa gouvernante. Il n'avoue pas ces deux crimes, bien que ses empreintes, comme celles de Marius Metge, aient été retrouvées sur les lieux. On ne sait si cette action fut concertée avec Bonnot[réf. nécessaire].
Il est finalement arrêté en Essonne (département) le 4 avril 1912,.
Il s’empoisonne en absorbant une pastille de cyanure dissimulée dans le talon de sa chaussure, le 27 février 1913, immédiatement après sa condamnation à la réclusion criminelle à perpétuité par la cour d'Assises de la Seine[réf. nécessaire].

## Audiovisuel
- Anne Steiner, Les anarchistes, corpus individualistes, Dictionnaire biographique Maitron, Centre d'Histoire Sociale, 15 avril 2014, voir en ligne.